# Qaşqaçay (Qax)
Qaşqaçay è un comune dell'Azerbaigian situato nel distretto di Qax. Conta una popolazione di 1 495 abitanti.